# Siège de Damas (634)
Pour les articles homonymes, voir Siège de Damas.
Guerres arabo-byzantines
Batailles
- Mu'tah (629)
- Ajnadayn (634)
- Damas (634)
- Fahl (635)
- Yarmouk (636)
- Jérusalem (636-637)

- Héliopolis (640)
- Nikiou (646)

- Sufétula (647)
- Tahouda (683)
- Mammès (688)
- Carthage (698)
- Oued Nini (698)

- 1re Constantinople (674-678)
- Sébastopolis (692)
- Tyane (~708)
- 2e Constantinople (717-718)
- Andrinople (718)
- Nicée (727)
- Akroinon (740)

- Kamacha (766)
- Invasion de l'Asie Mineure (782)
- Kopidnadon (788)
- Krasos (804)
- Invasion de l'Asie Mineure (806)
- Anzen (838)
- Amorium (838)
- Mauropotamos (844)
- Poson (863)
- Bathys Ryax (872 ou 878)

- Syracuse (877-878)
- Stelai ou 1re Milazzo (880)
- 2e Milazzo (888)
- Taormine (902)
- Garigliano (915)
- Détroit (965)
- Georges Maniakès en Sicile (1038-1040)

- Phœnix de Lycie (655)
- Keramaia (746)
- Conquête musulmane de la Crête (années 820)
- Damiette (853)
- Raguse (866-868)
- Kardia (~872-873)
- Golfe de Corinthe (~873)
- Céphalonie (880)
- Chalcis (~883)
- Thessalonique (904)

- Portes ciliciennes (878)
- Campagnes de Jean Kourkouas (926-944)
- Marach (953)
- Raban (958)
- Andrassos (960)
- Campagnes de Nicéphore II Phocas (956-969)
- Chandax (960-961)
- Alexandrette (971)
- Campagnes de Jean Tzimiskès (~950-975)
- Gués de l'Oronte (994)
- Alep (994-995)
- Apamée (998)
- Campagnes de Basile II (979-999)
- Azâz (1030)

Le siège de Damas de l'an 634 dure du 21 août au 19 septembre jusqu'à la chute de la cité aux mains du califat des Rachidoune. Damas est la première cité importante de l'Empire byzantin à tomber lors de la conquête musulmane de la Syrie. 
La dernière guerre entre Perses et Byzantins se termine en 627 quand Héraclius conclut une campagne victorieuse contre les Sassanides en Mésopotamie. Au même moment, Mahomet unit les Arabes sous la bannière de l'islam. Après sa mort en 632, Abu Bakr lui succède en tant que premier calife bien guidé. Il réprime plusieurs révoltes internes au cours des guerres de Ridda et cherche désormais à étendre son territoire par-delà les confins de la péninsule Arabique. 
En avril 634, il envahit l'Empire byzantin et le Levant et remporte une victoire décisive lors de la bataille d'Ajnadayn. Les armées musulmanes marchent vers le nord et mettent le siège devant Damas. La cité tombe après qu'un évêque monophysite a informé Khalid ibn al-Walid, général en chef musulman, qu'il est possible de percer les murs de la cité en attaquant une position faiblement défendue de nuit. Tandis que Khalid entre dans la cité en bataillant depuis la Porte orientale, Thomas, le chef de la garnison byzantine négocie une reddition pacifique à la porte Jabiyah avec Abu Ubayda ibn al-Djarrah, le second de Khalid. Après la reddition de la cité, les commandants se disputent les termes de l'accord de paix. Ils finissent par s'accorder sur le fait que les termes de la paix donnés par Abu Ubaidah seraient acceptés. Bien qu'ils acceptent tous de se plier aux conditions de ces termes, trois jours après la reddition de la ville, Khalid poursuit les réfugiés de Damas en route pour Antioche et les défait lors d'une bataille six jours plus tard, près de l'actuelle Al Jayyad.

## Contexte

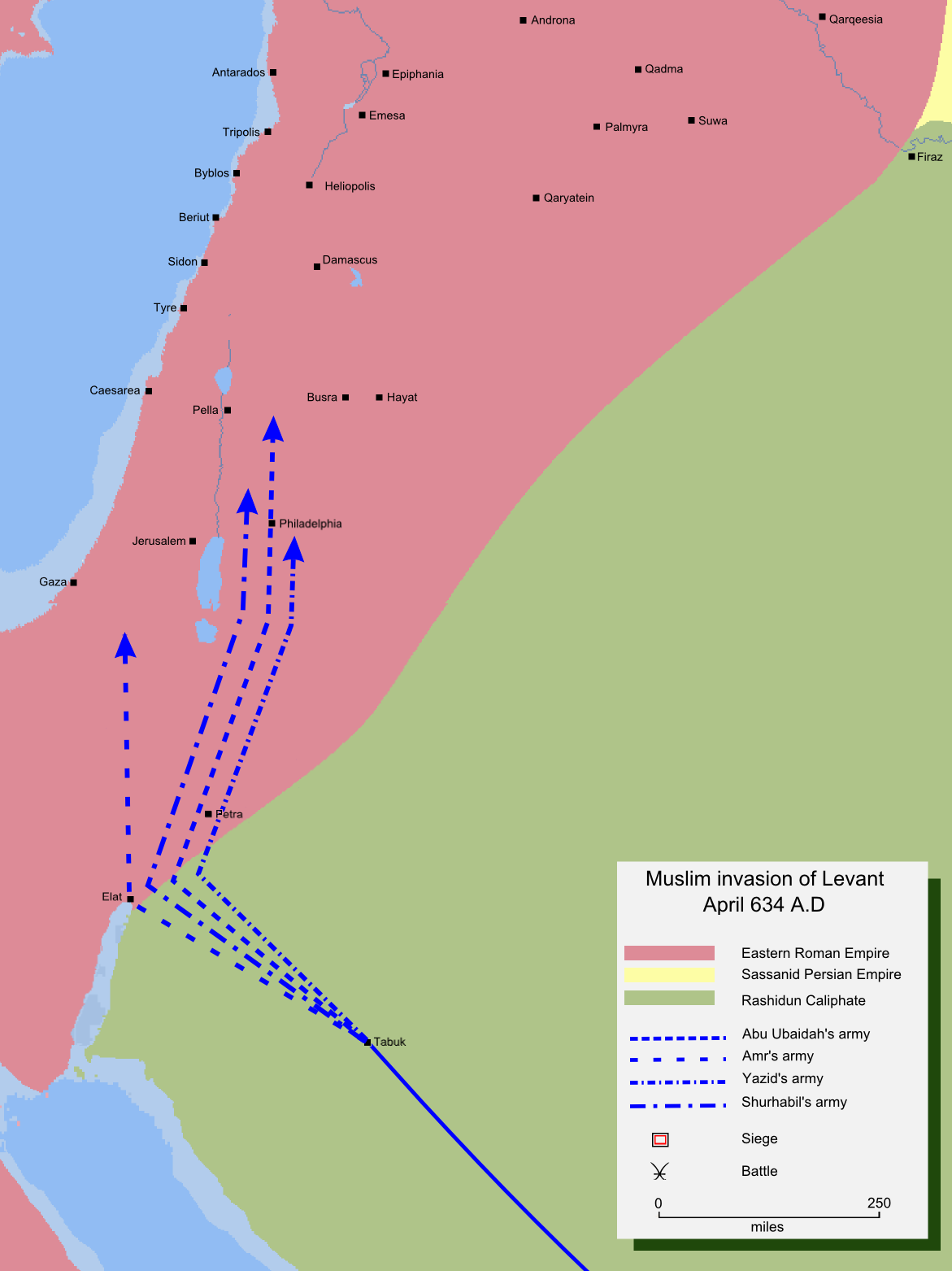
Carte présentant les routes d'invasion empruntées par les Musulmans dans le Levant.

En 610, lors de la guerre perso-byzantine de 602-628, Héraclius renverse l'usurpateur Phocas et devient le nouvel empereur byzantin. Il concentre d'abord son attention sur les affaires internes de l'Empire alors que les Sassanides s'emparent de la Mésopotamie et emportent la Syrie en 611. Ils pénètrent ensuite en Anatolie et occupent Césarée. En 612, Héraclius expulse les Perses d'Anatolie. En 613, il lance une contre-attaque contre la Syrie mais il est vaincu.
Lors de la décennie suivante, les Perses conquièrent la Palestine et l'Égypte tandis qu'Héraclius reforme son armée et se prépare pour une nouvelle offensive qu'il lance en 622. Il obtient plusieurs victoires importantes contre les Perses et leurs alliés dans le Caucase et en Arménie. En 627, il lance une offensive hivernale audacieuse contre les Perses en Mésopotamie et obtient une victoire décisive lors de la bataille de Ninive. Ce succès permet aux Byzantins de menacer directement Ctésiphon, la capitale des Perses.
Khosro II est discrédité par une série de défaites et est tué lors d'un coup d'état perpétré par son fils Kavadh II. Celui-ci demande immédiatement la conclusion d'une paix avec les Byzantins, acceptant de se retirer de l'ensemble des territoires byzantins que les Perses occupent. Héraclius peut alors ramener la Vraie Croix à Jérusalem lors d'une cérémonie en 629. Toutefois, cette longue guerre a épuisé les deux empires et l'occupation des territoires du Levant a affaibli l'autorité byzantine dans cette région.
En Arabie, le prophète Mahomet parvient à unir l'ensemble de la péninsule autour d'une seule religion et d'une autorité politique unique. Quand il meurt en juin 632, Abu Bakr est élu pour occuper la fonction de calife. Il devient le successeur politique et religieux de Mahomet. Plusieurs tribus arabes se révoltent contre Abu Bakr et, lors de la guerre de Rida, Abu Bakr réprime cette rébellion. En 633, l'Arabie est unie sous l'autorité centrale du calife à Médine. La même année, il lance une guerre de conquête contre les empires sassanides et byzantins. Il parvient à conquérir la province perse de l'Irak, ce qui accroît sa confiance. En avril 634, ses armées envahissent le Levant byzantin par quatre routes différentes. Ces armées apparaissent trop faibles pour conquérir ce territoire, ce qui nécessite des renforts venant d'Irak. Ces derniers sont dirigés par le général Khalid ibn al-Walid. Traversant le désert, il arrive en Syrie par une route inattendue. Il peut alors attaquer et submerger les défenses byzantines du Levant, prenant rapidement Bosra, la capitale des Ghassanides. En juillet 634, l'armée musulmane dirigée par Khalid vainc une nouvelle armée byzantine lors de la bataille d'Ajnadayn. Ayant sécurisé leur flanc sud, les Musulmans peuvent mettre le siège devant Damas.

## Disposition des forces

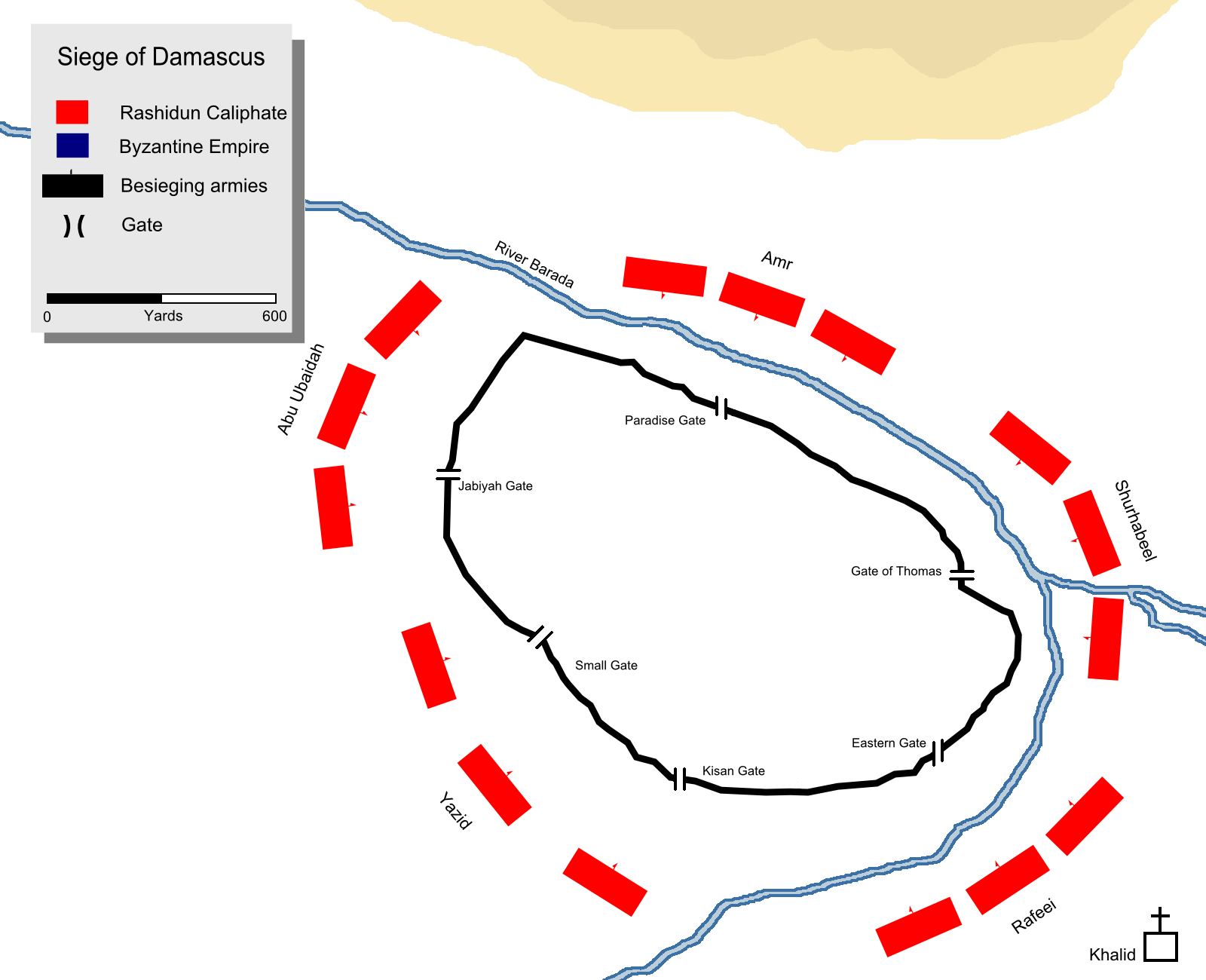
Déploiement des troupes musulmanes autour de la ville de Damas lors du siège.

Les armées musulmanes du VIIe siècle ne possèdent aucun équipement de siège et évitent généralement les sièges, sauf s'il n'existe aucune autre option. En l'absence d'équipements, les armées musulmanes encerclent complètement la ville et la privent de tout approvisionnement jusqu'à la reddition des assiégés. Des unités d'éclaireurs sont positionnées sur les principales routes menant à la ville pour prévenir toute tentative de secours.
Pour isoler Damas, Khalid coupe les lignes de transport et de communication vers le nord de la Syrie. Vers l'ouest, un détachement de cavalerie est envoyé à Fahal pour détourner l'attention de la garnison byzantine. Ce détachement protège aussi les lignes d'approvisionnement musulmanes vers Madinah. Il sert en quelque sorte d'arrière-garde sur le front syrien. Un autre détachement est envoyé sur la route vers Émèse pour prendre position près de Bait Lihya, à seize kilomètres de la ville. Ce détachement doit vaincre ou repousser toute expédition de secours des Byzantins.
Après avoir terminé cet isolement, Khalid ordonne à son armée d'encercler la ville le 21 août 634. Les généraux des différents corps ont pour mission de repousser toute tentative de sortie byzantine des différentes portes et demander de l'aide en cas d'attaque importante. Dharar bin al-Azwar dirige 2 000 cavaliers issus de la cavalerie légère d'élite de l'armée musulmane pour patrouiller dans les zones vides laissées entre les différentes portes et venir en renfort de tout corps attaqué par les Byzantins.
Les généraux musulmans suivants participent au siège devant chacune des six portes de Damas. Chaque général possède 4 000 à 5 000 hommes sous son commandement pour contrôler chaque porte :
- Porte de Thomas: Shurahbil ;
- Porte de Jabiyah : Abu Ubaidah ;
- Porte de Faradis : Amr ;
- Porte de Keisan : Yazid ben Abi Sufyan ;
- Petite porte: Yazid ben Abi Sufyan ;
- Porte orientale : Rafay bin Umayr[13].

## Le siège

### L'arrivée de renforts byzantins
Au début du siège, l'empereur Héraclius se trouve à Antioche. Le 9 septembre 634, il envoie des renforts dont le nombre pourrait approcher 12 000 hommes. Les éclaireurs positionnés entre Emèse et Damas informent Khalid de l'approche de cette armée. Le général musulman envoie alors Rafay bin Umayr avec 5 000 hommes. Les deux forces se rencontrent à une trentaine de kilomètres au nord de Damas, à la passe d'Uqab (passe de l'aigle), sur la route d'Émèse à Damas. La force musulmane est rapidement dépassée et encerclée par les Byzantins. Toutefois, avant que ces derniers ne parviennent à vaincre leurs adversaires, Khalid arrive avec une autre colonne de 4 000 hommes et les met en déroute dans ce qui est appelé la bataille de la passe d'Uqab.
Les forces musulmanes restantes autour de Damas sont donc amputées de 9 000 hommes. Selon certains historiens, il est possible qu'une sortie des forces byzantines assiégées ait pu percer les lignes musulmanes et mettre fin au siège. Du fait de cette menace, Khalid revient immédiatement à Damas.

### Première sortie byzantine

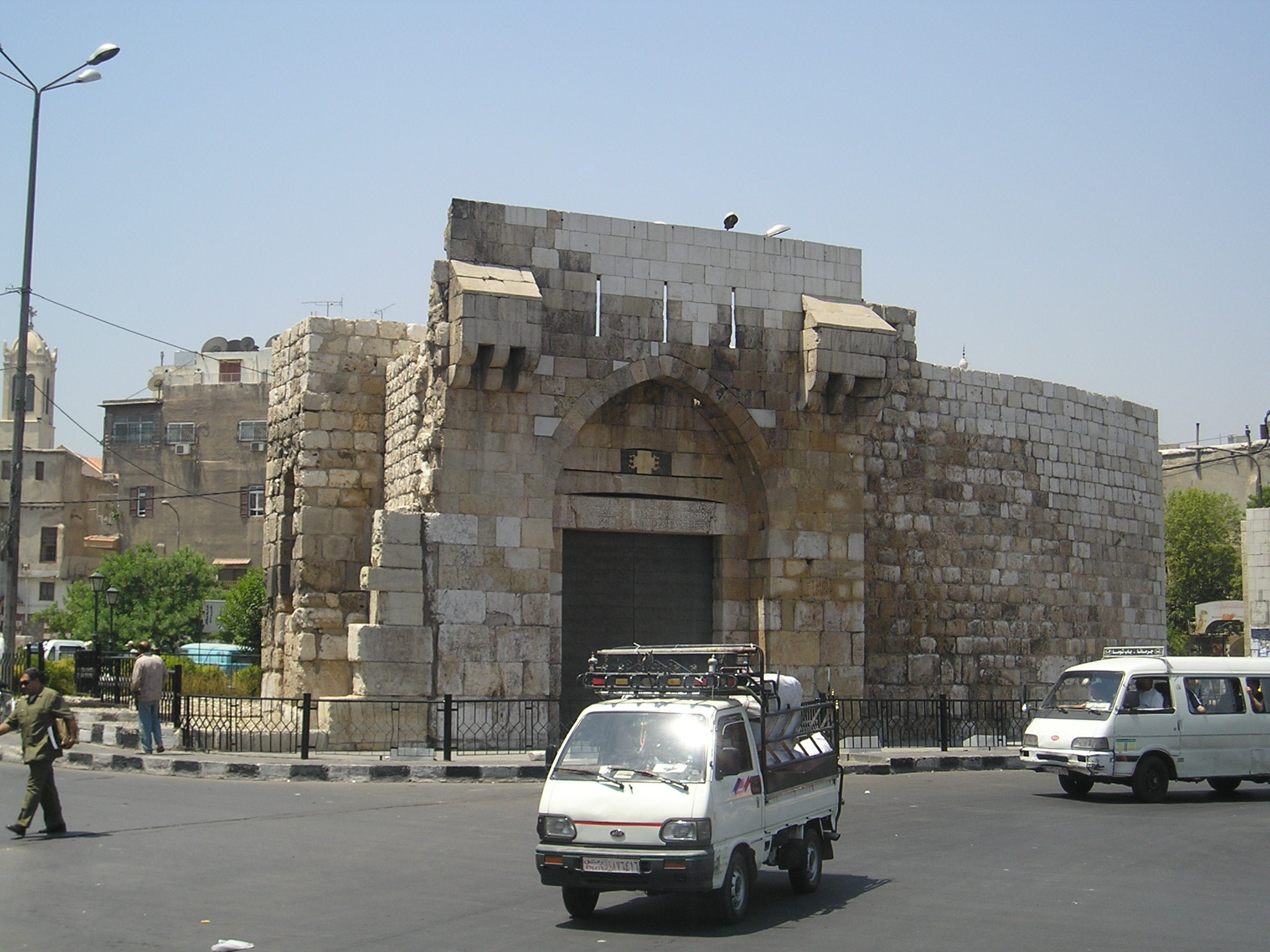
Porte de Thomas.

Dès qu'il s'aperçoit que les renforts ne parviennent pas à percer les lignes musulmanes, Thomas décide de lancer une contre-offensive. Au début de la troisième semaine de septembre 634, Thomas prend des hommes issus de tous les secteurs de la ville pour former une force d'une taille suffisante pour lancer une percée depuis la porte de Thomas. C'est le corps de Shurahbil qui lui fait face avec une force de 5 000 hommes. L'attaque byzantine commence avec un tir nourri de flèches contre les lignes musulmanes. L'infanterie byzantine, couverte par les archers situés sur les murailles, se précipitent par la porte et se met en ordre de bataille. C'est Thomas qui dirige l'assaut, lors duquel il est blessé à l'œil droit par une flèche. Toutefois, cette tentative échoue et les Byzantins doivent se replier dans la ville mais Thomas prévoit une nouvelle charge pendant la nuit.

### Deuxième attaque byzantine
Cette fois-ci, Thomas prévoit des sorties simultanées depuis quatre portes. La principale attaque a de nouveau lieu à la Porte Thomas, pour profiter de la fatigue des forces musulmanes qui s'y trouvent. Les autres offensives ont lieu à la Porte Jabiya, à la Petite Porte et à la Porte Orientale, dans le but de fixer les différentes unités musulmanes s'y trouvant et les empêcher d'aider les forces de Shurhabil.
C'est au niveau de la Porte Orientale que Thomas regroupe le plus de forces, de manière que Khalid ne puisse pas porter secours à Shrurahbil et soit contraint à diriger les opérations dans ce secteur. Ces attaques multiples permettent aux Byzantins d'avoir plus de souplesse. Si l'une des offensives débouche sur une percée autre part qu'à la Porte Thomas, elle pourra être exploitée par l'envoi de renforts. Enfin, Thomas ordonne de prendre Khalid vivant.
Les combats sont particulièrement rudes à la Porte Jabiya mais le général Ubaidah parvient à repousser les Byzantins qui se replient précipitamment derrière les murailles de la ville. La lutte est aussi intense à la Petite Porte, gardée par Yazid. Ce dernier dispose de peu de troupes mais Dharar vient à son secours avec 2 000 hommes de la cavalerie d'élite. Celle-ci attaque les flancs des Byzantins et les contraint à se replier.
Au niveau de la Porte Orientale, la situation devient sérieuse pour les Musulmans car c'est là que les Byzantins sont les plus nombreux. Le général Rafay ne parvient pas à soutenir les offensives ennemies. Toutefois, l'arrivée de Khalid avec la réserve constituée de quatre cents cavaliers expérimentés et l'attaque de ceux-ci sur le flanc des Byzantins est un tournant et permet aux Musulmans de tenir leurs positions.
Les combats les plus importants ont lieu à la Porte de Thomas où Thomas conduit de nouveau la sortie en personne. Après une lutte intense, le général byzantin s'aperçoit que les Musulmans ne faiblissent pas et que la poursuite de l'offensive ne peut déboucher sur une victoire autant qu'elle risquerait d'aggraver les pertes parmi ses hommes. Il ordonne alors de battre en retraite et les Byzantins se replient en ordre, tout en faisant face à des tirs intenses de flèches par leurs ennemis. Cette offensive est la dernière que tente Thomas pour mettre fin au siège car l'ensemble des attaques menées ont entraîné des pertes trop importantes parmi ses troupes pour lui permettre de rééditer une tentative de sortie.

### Offensive de Khalid
Le 18 septembre, un monophysite syriaque du nom de Jonah informe Khalid à propos des célébrations qui doivent avoir lieu dans la ville la nuit même. Elles offrent une occasion pour Khalid de s'emparer de la ville lors d'une attaque surprise, alors que les murailles sont susceptibles d'être moins bien défendues. En retour, Jonah demande l'immunité pour lui et sa fiancée. Selon les chroniques musulmanes, Khalid n'a pas le temps de mettre en place un plan coordonné pour l'ensemble de son armée. De ce fait, il décide de conduire l'attaque lui-même à la Porte Orientale. Lui et deux autres soldats (Qa'qa ibn Amr et Mazur ibn Adi) escaladent le mur à côté de la porte. Cette partie du mur, particulièrement bien fortifiée, n'est pas gardée. Une fois arrivés en haut, ils accrochent des cordes au sommet et les lancent à une centaine de soldats postés à la base du rempart. Khalid descend ensuite dans la ville et tue les gardes de la Porte Orientale et, avec Qa'qa ibn Amr, il ouvre celle-ci, permettant au reste de l'armée musulmane de pénétrer dans la ville. 